# Divock Origi
Divock Okoth Origi (* 18. dubna 1995 Ostende) je belgický profesionální fotbalista keňského původu, který hraje na pozici útočníka. Od sezony 2024/25 nehrál za žádný klub.
Účastník MS 2014 v Brazílii a EURA 2016 ve Francii.
Jeho otcem je Mike Origi, bývalý keňský fotbalový reprezentant.

## Přestupy
- z Lille do Liverpool za 12 630 000 Euro
- z Liverpool do Wolfsburg za 6 000 000 Euro (hostování)
- z Liverpool do Milán zadarmo

## Kariéra

### Klubová
V Belgii působil na mládežnické úrovni v mužstvu KRC Genk. Poté odešel do Francie do celku Lille OSC, jenž má bohaté zkušenosti s belgickými fotbalisty. V jeho dresu později Divock debutoval v profesionálním fotbale. Šlo o ligový zápas 3. února 2013 proti Troyes AC, v němž gólem pomohl k remíze 1:1.
V červenci 2014 přestoupil za 10 milionů britských liber do anglického týmu Liverpool FC, kde podepsal pětiletou smlouvu. Klub jej však nechal pro sezonu 2014/15 v Lille na hostování. Koncem srpna 2017 odešel na hostování do německého bundesligového klubu VfL Wolfsburg, neboť v Liverpoolu nebyl příliš vytěžovaný, často plnil roli až čtvrtého útočníka.

### Reprezentační
Divock Origi působil v mládežnických reprezentacích Belgie U15, U16, U17, U19, U21.
Trenér belgického národního týmu Marc Wilmots jej zařadil na 23člennou soupisku pro Mistrovství světa ve fotbale 2014 v Brazílii (nahradil zraněného Christiana Benteke) a dal mu šanci v přípravě před MS.
V belgickém reprezentačním A-mužstvu debutoval 26. května 2014 v přípravném utkání před MS 2014 proti Lucembursku, Belgie rozdrtila svého souseda 5:1. Nicméně FIFA tento zápas anulovala, neboť belgický trenér Marc Wilmots při něm chyboval, poslal při střídání na hřiště 7 nových hráčů, přičemž v přátelských zápasech je povoleno jednomu týmu vystřídat pouze šestkrát. Oficiální debut si tak Origi připsal až v dalším přípravném střetnutí 1. června 2014 proti Švédsku (výhra 2:0), šel na hřiště v průběhu druhého poločasu.
Ve druhém utkání kvalifikace na EURO 2016 10. října 2014 proti Andoře vstřelil jednu branku, Belgie zvítězila na domácí půdě v Bruselu vysoko 6:0. V přátelském zápase s Islandem 12. listopadu 2014 vsítil při výhře 3:1 vítězný gól Belgie.

#### MS 2014
Na MS 2014 odlétal s pouhými dvěma odehranými zápasy v dresu rudých ďáblů. Nastoupil hned v prvním utkání Belgie v základní skupině H proti Alžírsku (výhra 2:1). Ve druhém zápase proti Rusku šel na hřiště opět jako střídající hráč ve druhém poločase a v 88. minutě vstřelil po přihrávce Edena Hazarda vítězný gól na konečných 1:0. Byla to jeho první branka v belgickém národním týmu, která mužstvu navíc zajistila jistotu osmifinále. Origi se stal nejmladším belgickým střelcem v historii mistrovství světa a od roku 2006 prvním hráčem pod 20 let, který na šampionátu skóroval (tehdy se to podařilo Lionelu Messimu v dresu Argentiny). Ve třetím utkání proti Jižní Koreji byl u jediného belgického gólu, jeho vyraženou střelu dorazil do sítě v 78. minutě Jan Vertonghen. Belgie vyhrála 1:0 a získala poprvé na MS v základní skupině plný počet bodů. Se šampionátem se Belgie rozloučila čtvrtfinálovou porážkou 0:1 s Argentinou.

#### EURO 2016
Trenér Marc Wilmots jej nominoval na EURO 2016 ve Francii, kde byli Belgičané vyřazeni ve čtvrtfinále Walesem po porážce 1:3. Nastoupil ve dvou z pěti zápasů svého mužstva na šampionátu.

## Klubová statistika
| Sezóna              | Klub                | Liga                | Liga   | Liga | Domácí poháry | Domácí poháry | Domácí poháry | Kontinentální poháry | Kontinentální poháry | Kontinentální poháry | Celkem | Celkem |
| Sezóna              | Klub                | Soutěž              | Zápasy | Góly | Soutěž        | Zápasy        | Góly          | Soutěž               | Zápasy               | Góly                 | Zápasy | Góly   |
| ------------------- | ------------------- | ------------------- | ------ | ---- | ------------- | ------------- | ------------- | -------------------- | -------------------- | -------------------- | ------ | ------ |
| 2012/13             | Lille               | Ligue 1             | 10     | 1    | FP+FLP        | 0+0           | 0             | LM                   | 0                    | 0                    | 10     | 1      |
| 2013/14             | Lille               | Ligue 1             | 30     | 5    | FP+FLP        | 4+1           | 1+0           | -                    | 0                    | 0                    | 35     | 6      |
| 2014/15             | Lille               | Ligue 1             | 33     | 8    | FP+FLP        | 1+2           | 0             | LM+EL                | 3+5                  | 0+1                  | 44     | 9      |
| Celkem za Lille     | Celkem za Lille     | Celkem za Lille     | 73     | 14   | -             | 8             | 1             | -                    | 8                    | 1                    | 89     | 16     |
| 2015/16             | Liverpool           | Premier League      | 16     | 5    | AP+ALP        | 1+4           | 0+3           | EL                   | 12                   | 2                    | 33     | 10     |
| 2016/17             | Liverpool           | Premier League      | 34     | 7    | AP+ALP        | 3+6           | 1+3           | -                    | 0                    | 0                    | 43     | 11     |
| 2017                | Liverpool           | Premier League      | 1      | 0    | AP+ALP        | 0+0           | 0             | -                    | 0                    | 0                    | 1      | 0      |
| 2017/18             | Wolfsburg           | Bundesliga          | 31+2   | 6+1  | NP            | 3             | 0             | -                    | 0                    | 0                    | 36     | 7      |
| 2018/19             | Liverpool           | Premier League      | 12     | 3    | AP+ALP        | 1+0           | 1             | LM                   | 8                    | 3                    | 21     | 7      |
| 2019/20             | Liverpool           | Premier League      | 28     | 4    | AP+ALP+AS     | 3+1+1         | 0+2+0         | LM+ES+MSk            | 6+1+2                | 0                    | 42     | 6      |
| 2020/21             | Liverpool           | Premier League      | 9      | 0    | AP+ALP+AS     | 2+2+0         | 0+1+0         | LM                   | 4                    | 0                    | 17     | 1      |
| 2021/22             | Liverpool           | Premier League      | 7      | 3    | AP+ALP        | 1+3           | 0+2           | LM                   | 7                    | 1                    | 18     | 6      |
| Celkem za Liverpool | Celkem za Liverpool | Celkem za Liverpool | 107    | 22   | -             | 31            | 13            | -                    | 37                   | 6                    | 175    | 41     |
| 2022/23             | Milán               | Serie A             | 27     | 2    | IP+IS         | 0+1           | 0+0           | LM                   | 8                    | 0                    | 36     | 2      |
| 2023/24             | Nottingham          | Premier League      | 20     | 0    | AP+ALP        | 2+0           | 1+0           | -                    | 0                    | 0                    | 22     | 1      |
| Celkově             | Celkově             | Celkově             | 258    | 45   | -             | 45            | 15            | -                    | 51                   | 7                    | 358    | 67     |

### Reprezentační góly
Góly Divocka Origiho v A-mužstvu Belgie
| 010                | 22. 6. 2014  | Estádio do Maracanã, Rio de Janeiro, Brazílie | Rusko   | 01:000(88.) | 1:0 | MS 2014                  |
| 02                 | 10. 10. 2014 | Stadion krále Baudouina, Brusel, Belgie       | Andorra | 04:00(59.)  | 6:0 | kvalifikace na EURO 2016 |
| 03                 | 12. 11. 2014 | Stadion krále Baudouina, Brusel, Belgie       | Island  | 02:10(62.)  | 3:1 | přátelský zápas          |
| Platí k 3. 7. 2016 |              |                                               |         |             |     |                          |

## Úspěchy

### Klubové
- 1× vítěz anglické ligy (2019/20)
- 1× vítěz anglického poháru (2021/22)
- 1× vítěz anglického ligového poháru (2021/22)
- 1× vítěz Ligy mistrů UEFA (2018/19)
- 1× vítěz Evropského superpoháru (2019)
- 1× vítěz MS klubů (2019)

### Reprezentační
- 1× na MS (2014)
- 1× na ME (2016)